# Premierzy Trynidadu i Tobago

## Chronologiczna lista
| Osoba | Osoba                                | Osoba   | Kadencja             | Kadencja             | Partia polityczna                 |
| #     | Imię i nazwisko                      | Portret | Od                   | Do                   | Partia polityczna                 |
| ----- | ------------------------------------ | ------- | -------------------- | -------------------- | --------------------------------- |
| 1     | Albert Gomes (1911–1978)             |         | 18 września 1950     | 28 października 1956 | Partia Grup Postępu Politycznego  |
| 2     | Eric Williams (1911–1981)            |         | 28 października 1956 | 29 marca 1981        | Ludowy Ruch Narodowy              |
| 3     | George Chambers (1928–1997)          |         | 30 marca 1981        | 18 grudnia 1986      | Ludowy Ruch Narodowy              |
| 4     | Arthur N.R. Robinson (1926–2014)     |         | 18 grudnia 1986      | 17 grudnia 1991      | Narodowy Sojusz na rzecz Odbudowy |
| 5     | Patrick Manning (1946–2016) (1. raz) |         | 17 grudnia 1991      | 9 listopada 1995     | Ludowy Ruch Narodowy              |
| 6     | Basdeo Panday (1933–2024)            |         | 9 listopada 1995     | 24 grudnia 2001      | Zjednoczony Kongres Narodowy      |
| (5)   | Patrick Manning (1946–2016)          |         | 24 grudnia 2001      | 26 maja 2010         | Ludowy Ruch Narodowy              |
| 7     | Kamla Persad-Bissessar (1952–)       |         | 26 maja 2010         | 9 września 2015      | Zjednoczony Kongres Narodowy      |
| 8     | Keith Rowley (1949–)                 |         | 9 września 2015      | 17 marca 2025        | Ludowy Ruch Narodowy              |
| 9     | Stuart Young (1975–)                 |         | 17 marca 2025        | 1 maja 2025          | Ludowy Ruch Narodowy              |
| (7)   | Kamla Persad-Bissessar (1952–)       |         | 1 maja 2025          | nadal                | Zjednoczony Kongres Narodowy      |